# 阿西利亚诺威尼托
阿西利亚诺威尼托（義大利語：Asigliano Veneto）是意大利威尼托大区维琴察省的一个市镇。总面积8平方公里，人口888人，人口密度111.0人/平方公里（2009年）。国家统计（ISTAT）代码为024010。